# سونا (ایتالیا)
سونا (به ایتالیایی: Sona) یک کومونه در ایتالیا است که در استان ورونا واقع شده‌است. سونا ۴۱٫۱۴ کیلومتر مربع مساحت و ۱۶٬۸۵۶ نفر جمعیت دارد و ۱۶۹ متر بالاتر از سطح دریا واقع شده‌است.

## خواهرخوانده
شهرهای Wadowice و وایلر-زیمربرگ خواهرخوانده‌های سونا (ایتالیا) هستند.